# Degroof Petercam
 (mars 2022).
Degroof Petercam est la plus grande banque d'affaires privée de Belgique. Elle est issue de la fusion entre la Banque Degroof et la société de bourse Petercam. Son siège social se trouve à Bruxelles.

## Histoire
Le nom Degroof Petercam est la contraction des deux sociétés ayant fusionné en 2015 : la Banque Degroof et le groupe financier Petercam. L'histoire du groupe d’investissement remonte à 1871 et a été marquée par plusieurs évènements majeurs, notamment :
- 1871 : Fondation de la Banque Philippson par Franz Philippson.
- 1919 : Constitution de la maison de courtage bruxelloise Libert & Cie par Léon Libert (rebaptisée plus tard Peterbroeck, du nom de Jean Peterbroeck).
- 1961: La Banque Philippson, renommée Jules Philippson, Jean Degroof & Cie en 1953, devient Jean Degroof & Cie à la mort du dernier membre actif de la famille Philippson.
- 1968 : Constitution de la SCS Peterbroeck, Van Campenhout & Cie GCV par la fusion des sociétés familiales Peterbroeck et Van Campenhout.
- 1993 : Transformation de Peterbroeck, Van Campenhout & Cie en société holding renommée Petercam.
- 2015 : Fusion entre la Banque Degroof et Petercam qui deviennent Degroof Petercam.
- 2019 : à la suite de nombreuses irrégularités en matière d'application des règles anti-blanchiment d'argent, révélées par un audit de la Banque nationale, son dirigeant Philippe Masset est limogé[2],[3],[4].
- 2023 : Indosuez Wealth Management, filiale du groupe Crédit Agricole, annonce un projet de prise de participation majoritaire dans le capital de Banque Degroof Petercam. L'opération est confirmée au mois d'août avec une prise de participation de 80%, les 20% résiduels restants détenus par CLdN, l’un des actionnaires de référence de Degroof Petercam[5].

## Activités
Degroof Petercam est active dans la gestion de patrimoines privés, l’intermédiation sur les marchés financiers, le conseil financier aux entreprises (fusion acquisition, placements privés, introduction en Bourse, etc.), la gestion de mandats institutionnels, la gestion et la distribution et de fonds de placement, l'analyse financière ainsi que dans la constitution et l'administration de fonds d'investissements. Depuis la fusion de Banque Degroof avec Petercam, le groupe est structuré autour de quatre métiers, : Private Banking, Institutional Asset Management, Investment Banking, Asset Services.

## Structure du capital
Degroof Petercam est une société indépendante contrôlée par un actionnariat familial. La structure du capital au 31 décembre 2023 se présente comme suit, :
| Indosuez Wealth Management | 80% |
| CLdN                       | 20% |

## Chiffres clés
Degroof Petercam a annoncé les résultats suivants pour 2024.
- Résultat brut d’exploitation de 149,3 millions d’euros (118,5 millions en 2023)
- Résultat net de 78,3 millions d’euros (56,3 millions en 2023)
- Total des revenus nets de 617,6 millions d’euros (579,3 millions en 2023)
- Total des avoirs des clients (net) à 79,8 milliards d’euros (74,3 milliards à fin 2023)
- Ratio de capital (CET1) : 29,5% (24,0% fin 2023), bien supérieur aux exigences réglementaires

## Dirigeants successifs
Dirigeants successifs depuis la fusion de la Banque Degroof avec Petercam en 2015 :
- Philippe Masset : 2015 - 2019
- Bruno Colmant : 2019 - 2021
- Hugo Lasat : 2021 - 2024
- Sylvie Huret : 2025 - présent[10]